# Someday my prince will come (soundtrack)
Someday my prince will come is een lied uit de Disney-film Sneeuwwitje en de zeven dwergen (1937) dat werd gezongen door Adriana Caselotti. De muziek werd gecomponeerd door Frank Churchill en de tekst werd geschreven door Larry Morey. Het nummer werd in 1938 uitgebracht op diverse singles en een album, die toen nog werden gemaakt van schellak (platen van 78 toeren). De single stond in 1938 in de Billboard Hot 100 genoteerd, met nummer 10 als hoogste notering.
Het nummer verscheen in een groot aantal vertalingen, waaronder in het Nederlands (door Frieda van Hessen en Bernadette Kraakman), Italiaans, Spaans, Portugees, Duits en Fins. Daarnaast verschenen nog honderden covers. De meest succesvolle cover was de Engelstalige discoversie van Patricia Paay uit 1976 met hitnoteringen in Nederland en België. In 2013 had de Franse zangeres Élodie Frégé een bescheiden notering in haar eigen land met de Franse cover van Un jour mon prince viendra, oorspronkelijk gezongen door Lucienne Dugard.

## Achtergrond
Sneeuwwitje en de zeven dwergen was de eerste speelfilm van Walt Disney en was goed voor een Oscar-nominatie en een prijs voor filminnovatie. Adriana Caselotti was achttien jaar oud toen een talentscout haar vader belde, op zoek naar een meisje om de soundtrack van deze film te zingen. De leeftijdsgenoot Deanna Durbin had ervoor auditie gedaan, maar die zou volgens Disney geklonken hebben als een dertigjarige vrouw. Toen hij Adriana's stem hoorde, klonk het hem als een 14-jarig meisje in de oren, wat precies was wat hij zocht. Ze kreeg vervolgens een contract aangeboden; drie jaar later werd de film uitgebracht.

## Patricia Paay
Some day my prince will come betekende voor de zangeres Patricia Paay de omschakeling van rock naar disco. Ze bracht het nummer in 1976 uit op een single met That's how strong my love is op de B-kant. Daarnaast verscheen het op haar album The lady is a champ. Haar single belandde in Nederland en België in de hitlijsten.

### Hitnoteringen
Nederlandse Top 40
| Hitnoteringen: 22 mei t/m 26 juni 1976 | Hitnoteringen: 22 mei t/m 26 juni 1976 | Hitnoteringen: 22 mei t/m 26 juni 1976 | Hitnoteringen: 22 mei t/m 26 juni 1976 | Hitnoteringen: 22 mei t/m 26 juni 1976 | Hitnoteringen: 22 mei t/m 26 juni 1976 | Hitnoteringen: 22 mei t/m 26 juni 1976 | Hitnoteringen: 22 mei t/m 26 juni 1976 |
| Week:                                  | 1                                      | 2                                      | 3                                      | 4                                      | 5                                      | 6                                      |                                        |
| -------------------------------------- | -------------------------------------- | -------------------------------------- | -------------------------------------- | -------------------------------------- | -------------------------------------- | -------------------------------------- | -------------------------------------- |
| Positie:                               | 34                                     | 30                                     | 26                                     | 22                                     | 22                                     | 36                                     | uit                                    |

Nationale Hitparade
| Hitnoteringen: 22 mei t/m 12 juni 1976 | Hitnoteringen: 22 mei t/m 12 juni 1976 | Hitnoteringen: 22 mei t/m 12 juni 1976 | Hitnoteringen: 22 mei t/m 12 juni 1976 | Hitnoteringen: 22 mei t/m 12 juni 1976 | Hitnoteringen: 22 mei t/m 12 juni 1976 |
| Week:                                  | 1                                      | 2                                      | 3                                      | 4                                      |                                        |
| -------------------------------------- | -------------------------------------- | -------------------------------------- | -------------------------------------- | -------------------------------------- | -------------------------------------- |
| Positie:                               | 29                                     | 21                                     | 21                                     | 25                                     | uit                                    |

Ultratop 50
| Hitnoteringen: 12 juni t/m 19 juni 1976 | Hitnoteringen: 12 juni t/m 19 juni 1976 | Hitnoteringen: 12 juni t/m 19 juni 1976 | Hitnoteringen: 12 juni t/m 19 juni 1976 |
| Week:                                   | 1                                       | 2                                       |                                         |
| --------------------------------------- | --------------------------------------- | --------------------------------------- | --------------------------------------- |
| Positie:                                | 26                                      | 21                                      | uit                                     |